# Liste der Bodendenkmäler in Pullenreuth
Auf dieser Seite sind die Bodendenkmäler in der Oberpfälzer Gemeinde Pullenreuth zusammengestellt. Diese Tabelle ist eine Teilliste der Liste der Bodendenkmäler in Bayern. Grundlage ist die Bayerische Denkmalliste, die auf Basis des Bayerischen Denkmalschutzgesetzes vom 1. Oktober 1973 erstmals erstellt wurde und seither durch das Bayerische Landesamt für Denkmalpflege geführt wird. Die folgenden Angaben ersetzen nicht die rechtsverbindliche Auskunft der Denkmalschutzbehörde.

## Bodendenkmäler der Gemeinde Pullenreuth

### Bodendenkmäler in der Gemarkung Dechantsees
| Lage                   | Objekt | Akten-Nr.     | Bild |
| ---------------------- | --- | ------------- | ---- |
| Dechantsees (Standort) | Archäologische Befunde des Mittelalters und der frühen Neuzeit im Bereich des ehemaligen Landsassengutes und Schlosses Dechantsees, darunter die Spuren eines spätmittelalterlichen und frühneuzeitlichen Eisenhammers. | D-3-6038-0053 |      |
| Dechantsees (Standort) | Archäologische Befunde der frühen Neuzeit im Bereich der sog. Klausenkirche zum Hl. Kreuz bei Dechantsees, darunter die Spuren eines Vorgängerbaus und der abgegangenen Klause Klausenhäusel.                           | D-3-6038-0059 |      |

### Bodendenkmäler in der Gemarkung Lochau
| Lage              | Objekt                                                | Akten-Nr.     | Bild |
| ----------------- | ----------------------------------------------------- | ------------- | ---- |
| Lochau (Standort) | Spätpaläolithische und mesolithische Freilandstation. | D-3-6037-0009 |      |

### Bodendenkmäler in der Gemarkung Pullenreuth
| Lage                   | Objekt | Akten-Nr.     | Bild |
| ---------------------- | --- | ------------- | ---- |
| Pullenreuth (Standort) | Archäologische Befunde des Mittelalters und der frühen Neuzeit im Bereich der Katholischen Pfarrkirche St. Martin in Pullenreuth, darunter die Spuren von Vorgängerbauten bzw. älterer Bauphasen. Siehe auch: St. Martin (Pullenreuth) | D-3-6038-0062 |      |
| Pullenreuth (Standort) | Frühneuzeitliche Wüstung Glasschleif. | D-3-6038-0066 |      |

### Bodendenkmäler in der Gemarkung Trevesen
| Lage                | Objekt | Akten-Nr.     | Bild |
| ------------------- | --- | ------------- | ---- |
| Trevesen (Standort) | Frühneuzeitliche Hofwüstung Zislarhäusel. | D-3-6137-0154 |      |
| Trevesen (Standort) | Archäologische Befunde des Mittelalters und der Neuzeit im Bereich des ehemaligen Hammerschlosses Trevesenhammer. Siehe auch: Schloss Trevesenhammer | D-3-6137-0155 |      |